# Dinastia solare
Nella mitologia induista la dinastia solare (sanscrito: Sūryavaṃśa) è una delle principali dinastie degli kshatriya, la casta guerriera e regnante. È nota anche come dinastia di Ikshvaku, dal nome del primo leggendario re, figlio di Vaivasvata Manu, a sua volta figlio della divinità solare Surya. Il dio Rama, eroe epico del Ramayana, appartiene a questa dinastia. Essa è preminente anche nel buddismo e nel giainismo, dato che sia Gautama Buddha che Rishabha, primo tirthankara (profeta) del giainismo, sono considerati appartenere a questa dinastia.
I re della dinastia solare regnarono soprattutto negli antichi regni di Kosala e Videha, ma molte altre dinastie indiane rivendicano la discendenza da questa dinastia.

## Lista dei re
La genealogia dei re della dinastia solare da Ikshvaku a Rama è contenuta nel Ramayana di Valmiki:
1. Ikshvaku
2. Kukshi o Vikukshi
3. Kakutstha o Puranjaya
4. Anena o Anaranya
5. Prithu
6. Vishvagashva
7. Ardra o Chandra
8. Yuvanashva I
9. Shravast
10. Dirghashva
11. Yuvanashva II
12. Mandhata
13. Purukutsa I
14. Kuvalashva (Dhundhumara)
15. Dridhashva
16. Pramod
17. Haryashva I
18. Nikumbh
19. Santashva
20. Krishasva
21. Prasenjit I
22. Trasadasyu
23. Sambhut
24. Anaranya II
25. Trashdashva
26. Haryashva II
27. Vasuman
28. Tridhanva
29. Tryyaruna
30. Satyavrata (Trishanku)
31. Harishchandra
32. Rohitashva
33. Harita
34. Chenchu
35. Vijay
36. Rusak
37. Vrika
38. Bahu
39. Sagara
40. Asamanja
41. Anshuman
42. Dilīpa I
43. Bhagiratha
44. Shrut
45. Nabhag
46. Ambarisha
47. Sindhu Dweep
48. Pratayu
49. Shrutuparna
50. Sarvakama
51. Sudaas
52. Mitrasah
53. Sarvakama II
54. Ananaranya III
55. Nighna
56. Animitra
57. Duliduh
58. Dilīpa II
59. Raghu
60. Aja
61. Dasaratha
62. Rama

I Purana forniscono anche una lista di re da Rama fino agli eventi narrati nel Mahabharata:
1. Kusha
2. Atithi
3. Nishadha
4. Nala II
5. Nabhas
6. Pundarika
7. Ksemadhanva
8. Devanika
9. Ahinagu
10. Ruru
11. Pariyatra
12. Sala
13. Dala
14. Bala
15. Uktha
16. Sahasrasva
17. Para II
18. Chandravaloka
19. Rudraksh
20. Chandragiri
21. Bhanuchandra
22. Srutayu
23. Uluka
24. Unnabha
25. Vajranabha
26. Sankhana
27. Vyusitasva
28. Visvasaha
29. Hiranyanabha Kausalya
30. Para III (Atnara)
31. Brahmistha
32. Putra
33. Pusya
34. Arthasidhi
35. Dhruvasandhi
36. Sudarsana
37. Agnivarna
38. Sighraga
39. Maru
40. Parsusruta
41. Susandhi
42. Amarsana
43. Mahasvana
44. Sahasvana
45. Visrutvana
46. Visvabhava
47. Visvasahva
48. Nagnajit
49. Takshaka
50. Brihadbala

Da Brihadbala fino all'ultimo re Sumitra, deposto da Mahapadma Nanda nel 362 a.C. La lista comprende anche Gautama Buddha:
1. Brihatkshaya
2. Urukriya
3. Vatsavyuha
4. Prativyoma
5. Bhaanu
6. Divakara
7. Veer Sahadeva
8. Brihadashva II
9. Bhanuratha
10. Pratitashva
11. Supratika
12. Marudeva
13. Sunakshatra
14. Pushkara
15. Antariksha
16. Suvarna
17. Sumitra
18. Bruhadaraaj
19. Rudraksh
20. Kritanjaya
21. Ranajjaya
22. Sanjaya
23. Shakya
24. Suddhodana
25. Siddhartha Shakya (o Gautama Buddha)
26. Rāhula
27. Prasenajit
28. Kshudraka
29. Ranaka
30. Suratha
31. Sumitra